# كارلو ألبان
كارلو ألبان هو ممثل إكوادوري، ولد في 3 أكتوبر 1979 في الإكوادور.

## وصلات خارجية
- كارلو ألبان على موقع IMDb (الإنجليزية)
- كارلو ألبان على موقع ميوزك برينز (الإنجليزية)
- كارلو ألبان على موقع قاعدة بيانات برودواي على الإنترنت (الإنجليزية)
- كارلو ألبان على موقع قاعدة بيانات الفيلم (الإنجليزية)